# 변경준
변경준(2002년 4월 8일 ~ ) 은 대한민국의 축구 선수로 현재 K리그2 서울 이랜드에서 윙어로 활약 중이다.